# Емънс
Окръг Емънс (на английски: Emmons County) е окръг в щата Северна Дакота, Съединени американски щати. Площта му е 4027 km², а населението - 3301 души (2017). Административен център е град Линтън.